# Kathedraal van de Heilige Lodewijk
De Kathedraal van de Heilige Lodewijk (Engels: Cathedral of Saint Louis) is een neo-Byzantijnse katholieke kathedraal, gelegen in Saint Louis in de Amerikaanse staat Missouri. De kathedraal is gelegen aan de Lindell Boulevard. De kerk staat bekend om de rijke mozaïeken die werden vervaardigd door het Duitse bedrijf August Wagner.

## Geschiedenis
De kathedrale basiliek van de Heilige Lodewijk staat ook bekend onder de naam "nieuwe kathedraal" en werd voltooid in 1914. Op 1 mei 1907 werd begonnen met de voorbereiding van het bouwterrein, de eerstesteenlegging vond plaats op 18 oktober 1908. Zes jaar later werd de eerste Heilige Mis gevierd in de kathedraal.
De consecratie van de kathedraal vond plaats op 29 juni 1926. Voor de bewoners van de stad was het een onvergetelijke gebeurtenis; meer dan 100.000 verzamelden zich langs de Lindell Boulevard om getuige te kunnen zijn van de processie van het Heilig Sacrament.
In 1999 verleende paus Johannes Paulus II de kathedraal tijdens zijn reis door de Verenigde Staten de status van basiliek.

## Cijfers
- Capaciteit: 2.500 zitplaatsen (5.000 inclusief de galerijen)
- Lengte: 111 meter
- Breedte: 62 meter
- Hoogte koepel: 69 meter
- Bouwkosten: $ 3.000.000

## Afbeeldingen

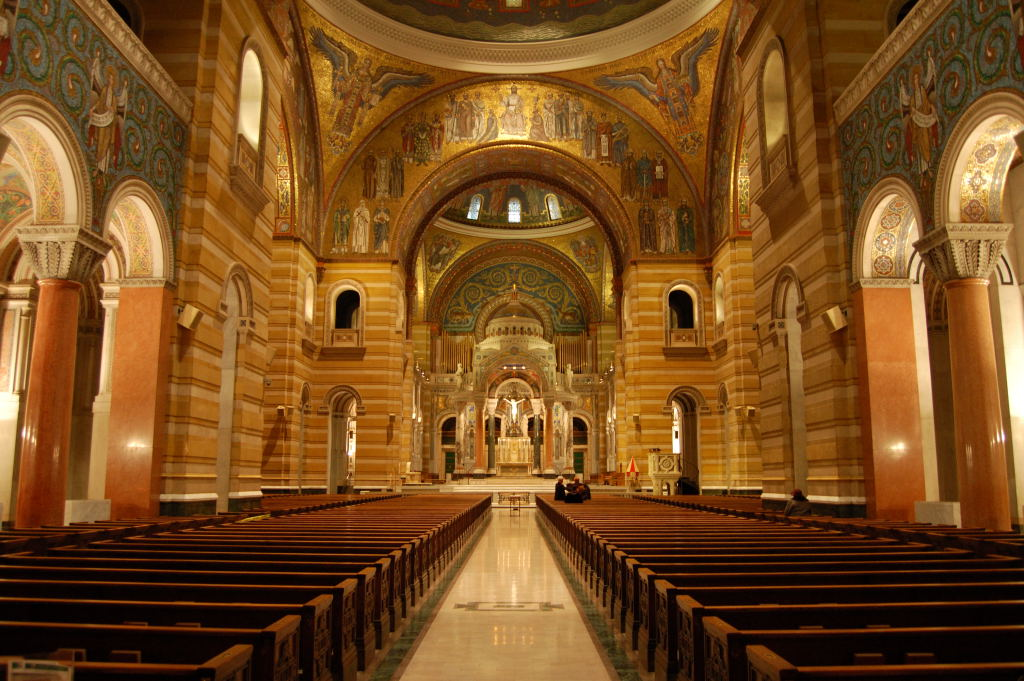
interieur
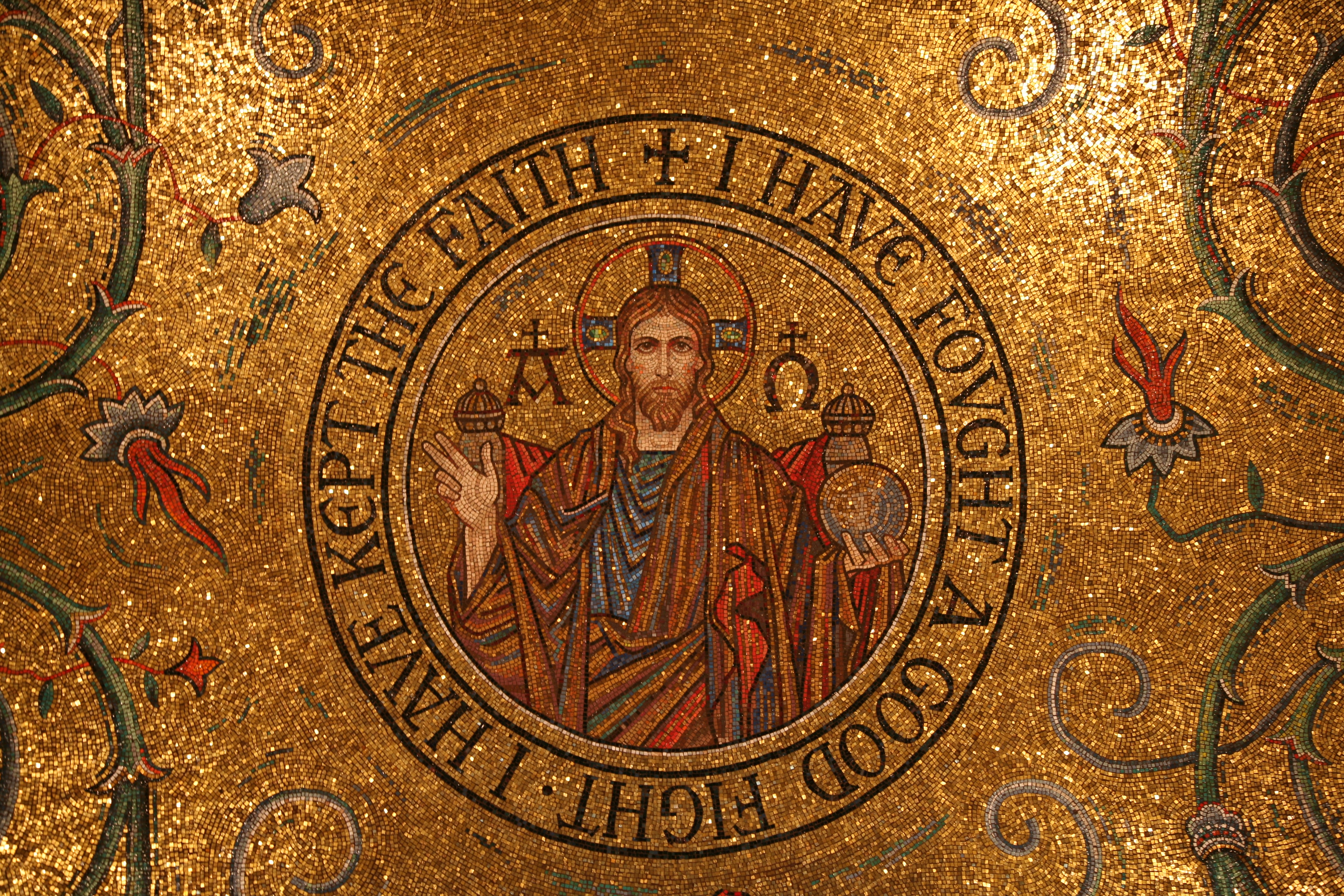
Mozaïek
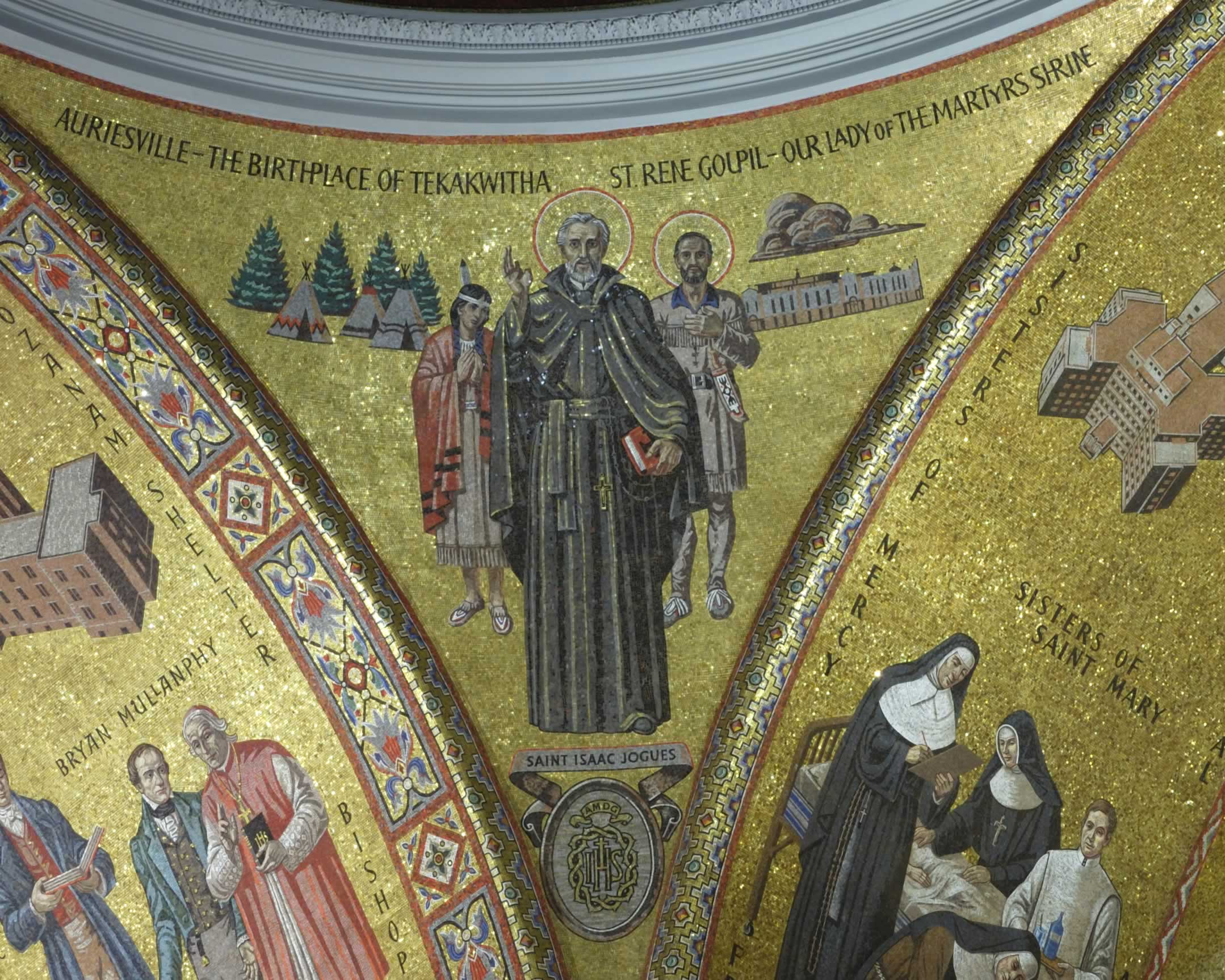
Mozaïek